# 真夏の果実
「真夏の果実」（まなつのかじつ）は、サザンオールスターズの楽曲。自身の28作目のシングルとして、タイシタレーベルから8cmCD・カセットテープで1990年7月25日に発売された。
1998年2月11日にも8cmCDとして、2005年6月25日には12cmCDで再発売されている。また、2014年12月17日からはダウンロード配信、2019年12月20日からはストリーミング配信が開始されている。

## 背景
前作の「フリフリ'65」から、約8か月ぶりとなるシングル。

## 受賞歴
| 年     | 音楽賞                                          | 結果                         | 出典  |
| ------ | ----------------------------------------------- | ---------------------------- | ----- |
| 1990年 | 第32回日本レコード大賞 （ポップス・ロック部門） | ロック・ゴールド・ディスク賞 | [ 8 ] |
| 1990年 | 第32回日本レコード大賞 （ポップス・ロック部門） | 最優秀ロック・ボーカル賞     | [ 8 ] |
| 1990年 | 第32回日本レコード大賞 （ポップス・ロック部門） | 作曲賞                       | [ 8 ] |

## チャート成績
オリコンによる累計売上枚数は54.9万枚を記録している。ビクターエンタテインメントによる出荷枚数では累計85万枚を記録した。
オリコンのシングルTOP10獲得週間数では、本作は12週であり、自身の中では「いとしのエリー」「TSUNAMI」「勝手にシンドバッド」に次いで4番目に高く、「涙のキッス」と同記録となる。
日本音楽著作権協会（JASRAC）の著作権使用料分配額ランキングでは、「真夏の果実」が 平成（1989年〜2019年）の中で歴代68位にランクインした。

## 収録曲
- 収録時間：9:32

1. 真夏の果実 (4:39)
（作詞・作曲：桑田佳祐 / 編曲：サザンオールスターズ & 小林武史）
桑田の監督映画『稲村ジェーン』主題歌。桑田出演のリクルート「B-ing」CMソング。フジテレビ系水曜劇場『悪魔のKISS』挿入歌[注釈 2]。KDDI・沖縄セルラー電話『au LISMO』キャンペーンソング[注釈 3]。
ゆったりとしたアコースティックサウンドで、夏の切ない情景とともに儚く美しい夏の恋を描いたバラード曲[7][13]。
映画『稲村ジェーン』の撮影時に桑田は主題歌を「忘れられた Big Wave」にすることを決めていたが、映画のクランクアップ後に本楽曲が制作されて、主題歌を本楽曲に変更することで追加撮影を行っている[14]。
アマチュア時代から桑田と交流がある音楽評論家の萩原健太は、『稲村ジェーン』のサウンド・トラック盤に対して桑田の成長を思い知らされた作品と評価し、本楽曲はサザンが今後の活動を継続する上でとても重要な曲の一つと公言している[15]。
音楽評論家のスージー鈴木は「桑田が1980年代の青山学院大学のアマチュアバンドのようなのりで活動できるところまで行い、活動休止後に小林武史という桑田の音楽を具現化するパートナーを得て、ひと皮むけた転機の曲」と評価し、サウンドに関しては「デジタルなのにセンチメンタルなイントロは、桑田＆小林の所業という感じ」と公言している[15]。
音楽プロデューサーの亀田誠治は本楽曲及び小林の手腕に影響を受けたことを公言しており、「僕にとってJ-POPの中で5本の指に入るほど愛してる曲で、今でも大好きです」「プロデューサーによってこんなにも音楽は生き生きと表情を変えるんだ、新しい息吹が吹きこまれるんだっていうのを『真夏の果実』で知ったんです」と述べている[16]。
俳人・エッセイストの夏井いつきは本楽曲が好きと述べており、特に「マイナス100度の太陽みたいに」という比喩表現に鳥肌が立ったことを述べている[17]。
弁護士・政治家の北村晴男は本楽曲が好きであり、カラオケでよく歌うことを公言している[18]。テレビ番組などで本楽曲を歌唱する機会もあり、『キャラオケ18番』（日本テレビ）2015年7月19日放送分では小野正利による歌唱法の指導を受けつつ歌った[19]。2023年3月に「NHK×日テレコラボウィーク」の一環で『NHKのど自慢』（NHK総合・NHKラジオ第1）の予選会に本楽曲で参加した際は緊張のあまり歌詞を間違え、予選落ちしている[20]。また、好きであるがゆえに自身の葬儀ではサザンの楽曲をメドレー形式でかけることを希望しており、「真夏の果実」以外にも「蛍」「涙のキッス」「TSUNAMI」も必ずかけるよう要望し、他の曲の選曲については「家族や友人に任せます」と語っている[21]。
ビートたけしは本楽曲をカラオケのレパートリーにしていることを公言している[22]。
2008年に行われた「真夏の大感謝祭」では、ファンによる"ライブでの選挙リクエスト投票"が行われ、数ある楽曲の中から投票数第1位を獲得した[23]。2018年にオリコンが調査した平成に発売した好きな夏ソングをアンケートした結果、2位にランクインした[23]。2022年5月6日にテレビ朝日系列の番組『関ジャム 完全燃SHOW』内で「令和に活躍する若手アーティストが選ぶ最強平成ソング BEST30」が発表され[注釈 4]、本楽曲は3位にランクインを果たしている[25]。
ミュージック・ビデオのほか、2003年のDVD『Inside Outside U・M・I』にイメージ・ビデオが収録された。
2. ナチカサヌ恋歌 (Live at BUDOKAN) (4:53)
（作詞・作曲：桑田佳祐 / 編曲：サザンオールスターズ）
1990年発売のアルバム『Southern All Stars』収録曲。コンサートツアー『夢で逢いまSHOW』の日本武道館公演の音源である。原由子ボーカル曲。

## 参加ミュージシャン
- 桑田佳祐:Vocal(#1), Guitar(#2)
- 大森隆志:Guitar, Chorus(#1,2)、Ukulele(#1)
- 原由子:Keyboards(#1,2)、Chorus(#1)、Vocal(#2)
- 関口和之:Bass, Chorus(#1,2)
- 松田弘:Drums, Chorus(#1,2)
- 野沢秀行:Percussion, Chorus(#1,2)
- 真夏の果実
  - 小林武史:Keyboards
- ナチカサヌ恋歌 (Live at BUDOKAN)
  - 片山敦夫:Keyboards
  - 包国充:Sax, Flute
  - 新城久美:Ohayashi, Dancing
  - 神山静子:Ohayashi, Dancing
  - 関りえこ:Ohayashi, Dancing
- SPECIAL THANKS TO 小林克也 & 古我知よしあき

## 収録アルバム
| 曲名                            | 作品名                          | 備考                             |
| ------------------------------- | ------------------------------- | -------------------------------- |
| 真夏の果実                      | 稲村ジェーン                    |                                  |
| 真夏の果実                      | HAPPY!                          | 数量限定商品のため、現在は廃盤。 |
| 真夏の果実                      | 海のYeah!!                      |                                  |
| 真夏の果実                      | バラッド3 〜the album of LOVE〜 |                                  |
| ナチカサヌ恋歌 (Live at BUDOKAN | アルバム未収録                  |                                  |

## ミュージック・ビデオ収録作品
| 曲名                             | 作品名                                      | 備考                       |
| -------------------------------- | ------------------------------------------- | -------------------------- |
| 真夏の果実                       | SPACE MOSA 〜SPACE MUSEUM OF SOUTHERN ART〜 | 一部のみ収録。現在は廃盤。 |
| ナチカサヌ恋歌 (Live at BUDOKAN) | 未収録                                      |                            |

## ライブ映像作品
| 曲名                             | 作品名                                                                                                  | 備考 |
| -------------------------------- | --- | --- |
| 真夏の果実                       | 歌う日本シリーズ 1992〜1993 LIVE at YOKOHAMA ARENA 29th Dec.1992                                        | |
| 真夏の果実                       | ホタル・カリフォルニア                                                                                  | |
| 真夏の果実                       | 平和の琉歌 〜Stadium Tour 1996 "ザ・ガールズ万座ビーチ" in 沖縄〜                                       | DVD版のエクストラメニュー「Stadium Tour 1996 "ザ・ガールズ万座ビーチ"」に一部のみ収録 |
| 真夏の果実                       | 1998 スーパーライブ in 渚園                                                                             | |
| 真夏の果実                       | SUMMER LIVE 2003「流石だスペシャルボックス」胸いっぱいの “LIVE in 沖縄” & 愛と情熱の “真夏ツアー完全版” | |
| 真夏の果実                       | 真夏の大感謝祭 LIVE                                                                                     | |
| 真夏の果実                       | 桑田佳祐の音楽寅さん 〜MUSIC TIGER〜 あいなめBOX                                                        | 桑田佳祐ソロ名義の作品。DISC 3「♯14 海の日 LIVE 延長線! 〜あの日の寅さん ユースケ目線〜」に収録。桑田がウクレレを演奏している。 また、特典DISCには第一期の企画『STAGE 15・16 沢口靖子と鎌倉デート』で沢口靖子の前で本楽曲を歌ったシーンが収録されている。 |
| 真夏の果実                       | SUPER SUMMER LIVE 2013 「灼熱のマンピー!! G★スポット解禁!!」 胸熱完全版                                 | |
| 真夏の果実                       | おいしい葡萄の旅ライブ –at DOME & 日本武道館-                                                           | |
| 真夏の果実                       | 茅ヶ崎ライブ2023                                                                                        | |
| 真夏の果実                       | THANK YOU SO MUCH                                                                                       | 完全生産限定盤のスペシャルディスクに収録。『ROCK IN JAPAN FESTIVAL 2024 in HITACHINAKA』での歌唱シーン。 |
| ナチカサヌ恋歌 (Live at BUDOKAN) | 未収録                                                                                                  | |

## カバー
「真夏の果実」には日本とその他のアジア圏を中心に多数のカバーが存在し、主に以下のようなものがある。全アジアでのカバー版の売上は1995年時点で700万枚に達する。
日本語によるカバー
- 1991年
  - テレサ・テン - アルバム『テレサ·テン 全曲集 '92』収録。アルバム『 エンカのチカラ -GORGEOUS 90's-00's-』再録。
- 1999年
  - 前川清 - アルバム『バラードセレクション 明日に』収録。
  - サンディ− - アルバム『サンディ−・ウィズ・ザ・ココナツ・カップス』収録。
- 2005年
  - ボニ義（BONNIE PINK with 斉藤和義） - アルバム『REMINISCENCE』および『紅盤』（2007年発売）に収録。
- 2006年
  - 河村隆一 - アルバム『evergreen 〜あなたの忘れ物〜』収録。
  - SOTTE BOSSE - アルバム『Essence of life』収録。
- 2007年
  - 佐藤竹善 - アルバム『ウタヂカラ〜CORNERSTONES 4〜』収録。
  - 中西保志 - アルバム『Standards』収録。
  - 二階堂和美 - アルバム『ハミング・スイッチ』収録。
  - KOHALA - アルバム『Cool Breeze』収録。
- 2008年
  - EXILE - アルバム『EXILE ENTERTAINMENT BEST』収録。
  - 中村あゆみ - アルバム『VOICE』収録。
  - 森山良子 - アルバム『春夏秋冬』収録。
- 2013年
  - 絢香 - アルバム『遊音倶楽部 〜1st grade〜』収録。
- 2014年
  - 6% is MINE - アルバム『BEST-MIX PUNK-COVERS 2 ～ Selected by DJ.Shoko ～』収録。
- 2015年
  - JUJU - DVD/BD『JUJU SUPER LIVE 2014 ジュジュ苑 10th anniversary special at saitama super arena』収録。
  - 小原孝 - アルバム『弾き語りフォーユー Presents アルハンブラの想い出』収録。
  - 安倍なつみ - BD『Natsumi Abe Birthday Special Live 2015 at LIQUIDROOM』収録。
- 2017年
  - 藤あや子 - アルバム『GENTLEMAN～私の中の男たち～』収録。
- 2018年
  - 和紗 - アルバム『Heal Voice1 SUMMERLOVE』収録。
- 2020年
  - 広橋真紀子 - アルバム『リラクシング・ピアノ～ベスト フォーエバー・ソングス2』収録。
  - JUJU - DVD/BD『JUJU SUPER LIVE 2014 ジュジュ苑 10th anniversary special at saitama super arena [SING for ONE ～Best Live』収録。
- 2021年
  - タケオ・リアル&タカサキシティバンド - アルバム『タカサキブギウギ』収録。
  - ハンバートハンバート - アルバム『FOLK 3』収録。

中国語（北京語・広東語）によるカバー
- 1991年
  - 香港の歌手・ジャッキー・チュンが「毎天愛你多一些」というタイトルでアルバム『情不禁』に収録。広東語歌詞。
- 1992年
  - 台湾のシンガー・ソングライター剛澤斌が「妳在他鄉」というタイトルでアルバム『妳在他鄉』に収録。北京語歌詞。
- 1993年
  - 張學友が同一タイトルでアルバム『吻別』に収録。北京語歌詞。
- 2000年
  - 台湾の卜學亮が「恭喜發財歌」というタイトルでアルバム『我愛阿亮』に収録。北京語歌詞。